# Saharastega moradiensis
La saharastega (Saharastega moradiensis) è un anfibio estinto appartenente ai temnospondili. Visse nel Permiano superiore (circa 250 milioni di anni fa) e i suoi resti sono stati ritrovati esclusivamente in Niger.

## Descrizione
Di grandi dimensioni, questo anfibio possedeva un aspetto insolito rispetto a quello dei temnospondili. Il cranio, infatti, non era molto simile a quello dei suoi stretti parenti, ma era corto e molto largo; le orbite, inoltre, non erano dirette verso l'alto ma erano piccole e poste lateralmente. Oltre a ciò, l'osso tabulare presente nella parte posteriore del cranio era diretto lateralmente e non posteriormente come negli altri temnospondili. I denti erano piuttosto piccoli e indifferenziati. Tutte queste particolarità indicano che la saharastega era un animale piuttosto specializzato, a dispetto della presunta posizione ancestrale che occupava all'interno dei temnospondili.

## Classificazione
Nonostante i resti di Saharastega provengano da terreni del Permiano superiore, gli studiosi concordano nell'affermare che questo animale fosse un rappresentante basale dei temnospondili; questo fatto significherebbe che la linea evolutiva che porta alla saharastega potrebbe essere ricondotta direttamente al Carbonifero inferiore (quasi cento milioni di anni prima rispetto all'epoca in cui è vissuta). Nello stesso giacimento è stato rinvenuto un altro anfibio primitivo, Nigerpeton, riconducibile ai cocleosauridi. Originariamente Saharastega era stata ascritta agli edopoidi (Sidor et al., 2005), ma un successivo esame ha determinato che questo animale potrebbe aver occupato una posizione ancor più ancestrale all'interno dei temnospondili (Steyer et al., 2006).